# Khoản vay

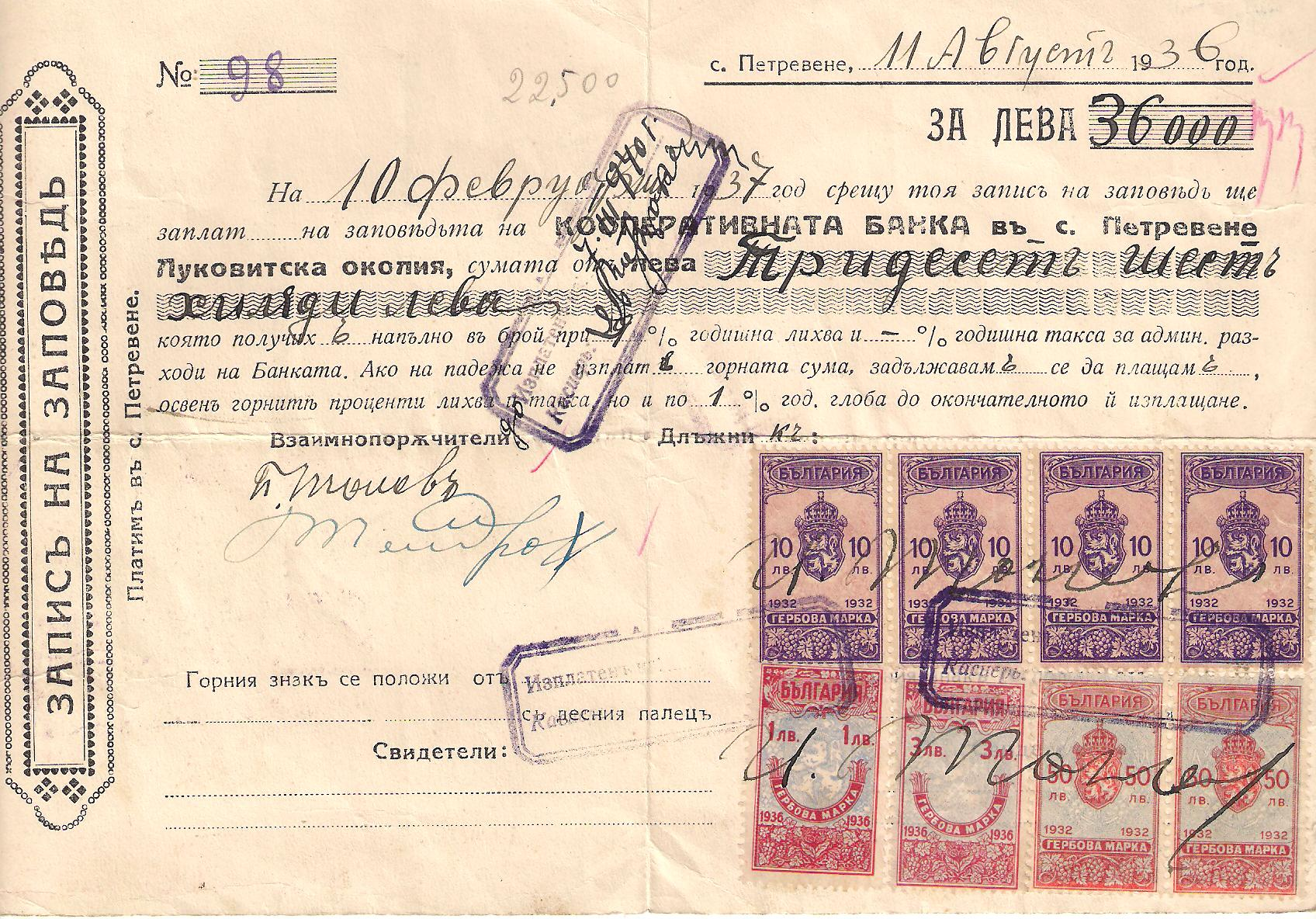
Giấy tờ vay tiền do Ngân hàng Petrevene, Bulgaria, cấp ngày 1936

Trong tài chính, một khoản vay là việc một cá nhân, tổ chức hay thực thể cho một cá nhân, tổ chức hay thực thể khác mượn tiền. Khoản vay không kỳ hạn là một hình thức cho vay ngắn hạn.
Văn bản chứng minh khoản nợ, chẳng hạn như giấy vay tiền, thường quy định số tiền gốc vay, lãi suất mà người cho vay tính và ngày trả nợ. Một khoản vay bao gồm việc chuyển giao tài sản trong một khoảng thời gian, giữa người cho vay và người vay. Lãi suất là động lực để người cho vay tham gia vào khoản vay. Trong một khoản vay hợp pháp, mỗi nghĩa vụ và hạn chế của khoản vay được quy định trong hợp đồng, có thể bao gồm các điều khoản vay bổ sung.
Hoạt động cho vay là một trong những hoạt động chính của các tổ chức tài chính như ngân hàng và công ty tài chính. Đối với các tổ chức khác, phát hành trái phiếu là một cách phổ biến để huy động vốn.